# Western Pacific Railroad
Western Pacific Railroad (WP) era una società ferroviaria degli Stati Uniti d'America che operava negli Stati di Utah, Nevada e California tra il 1903 e il 1982, anno in cui venne incorporata nella Union Pacific.

## Storia

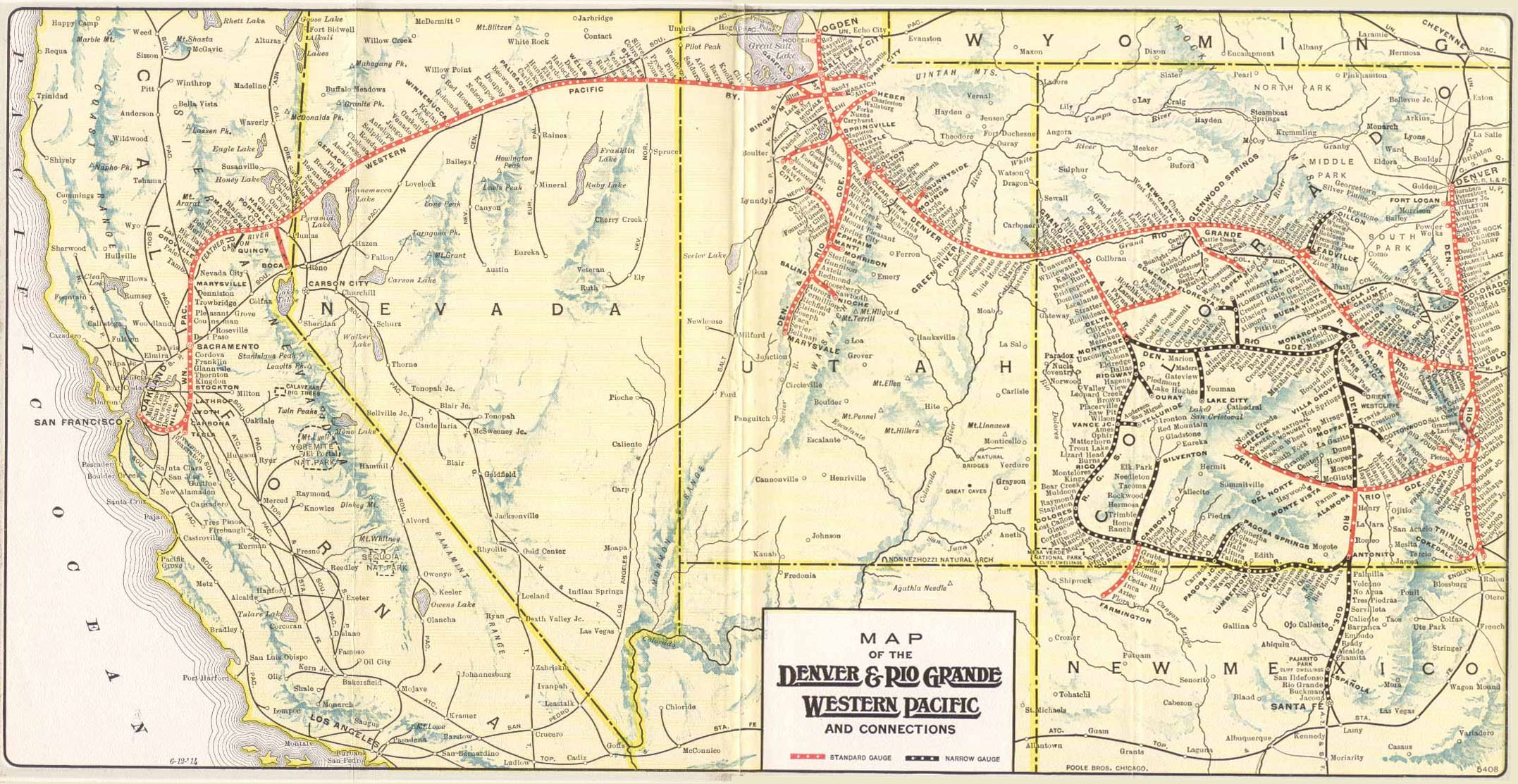
Mappa della ferrovia (intorno al 1914)

### Premesse
Una prima compagnia con il nome di Western Pacific Railroad venne fondata nel 1865 con lo scopo di costituire il tratto terminale della Transcontinental Railroad tra San Jose (California) (in seguito Oakland) e Sacramento. Venne assorbita cinque anni dopo dalla Central Pacific Railroad.

### Rinasce Western Pacific Railroad

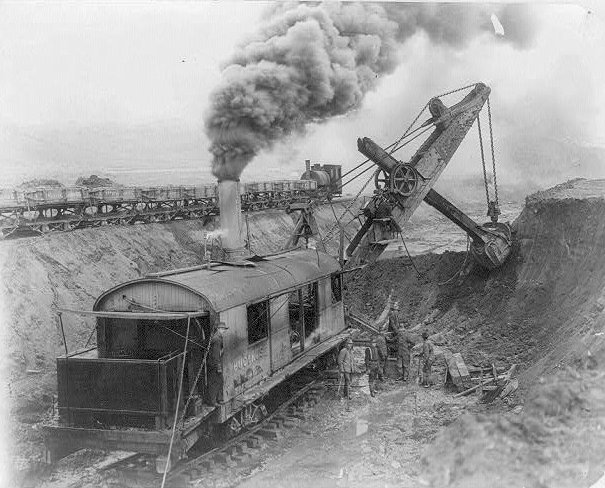
Lavori di costruzione nel 1908

La compagnia fu fondata nel 1903 sotto il nome di "Western Pacific Railway Company" da George Jay Gould I con l'intento di costruire una connessione a scartamento normale alternativa al tracciato della Southern Pacific Railroad per la costa pacifica, e parte di un sistema ferroviario transcontinentale ideato da Gould (ma mai del tutto realizzato) che avrebbe dovuto rompere il duopolio Union Pacific Railroad e Southern Pacific Railroad. I finanziamenti furono erogati dalla Denver and Rio Grande Western Railroad, anch'essa una società del "sistema Gould", che aveva perduto il suo accesso alla California in seguito all'acquisizione della Southern Pacific Railroad da parte della compagnia rivale Union Pacific Railroad. I lavori della linea per Salt Lake City iniziarono nel 1905.
La Western Pacific Railroad aveva già acquisita la Alameda and San Joaquin Railroad nel (1903) e iniziò la costruzione della linea che sarebbe divenuta nota come "Feather River Route". Vennero usate rotaie da 39 kg/m senza piastre di fissaggio eccetto che in curva. Nel 1909 la ferrovia era stata completata; passava per il Beckwourth Pass (a 1591 m) attraverso la valle del Feather River mentre quella della Southern Pacific utilizzava il Donner Pass salendo fino a 2134 m. L'evidente vantaggio in termini operativi fece sì che dal 1910 in poi, e fino al 1982, la Western Pacific, divenisse la più popolare tra le compagnie ferroviarie dell'Ovest statunitense per la varietà e la bellezza dei paesaggi attraversati, tra cui la baia di San Francisco, la traversata delle montagne e quella dei deserti del Nevada e dello Utah.
Il servizio merci iniziò nello stesso anno 1909 e nel 1910 ebbe inizio quello viaggiatori; tuttavia i rilevanti costi di costruzione e di esercizio provocarono in poco tempo la bancarotta, per cui dovette essere riorganizzata e, il 6 giugno del 1916, assunse il nome di Western Pacific Railroad (ma non aveva nulla in comune con la precedente compagnia omonima).

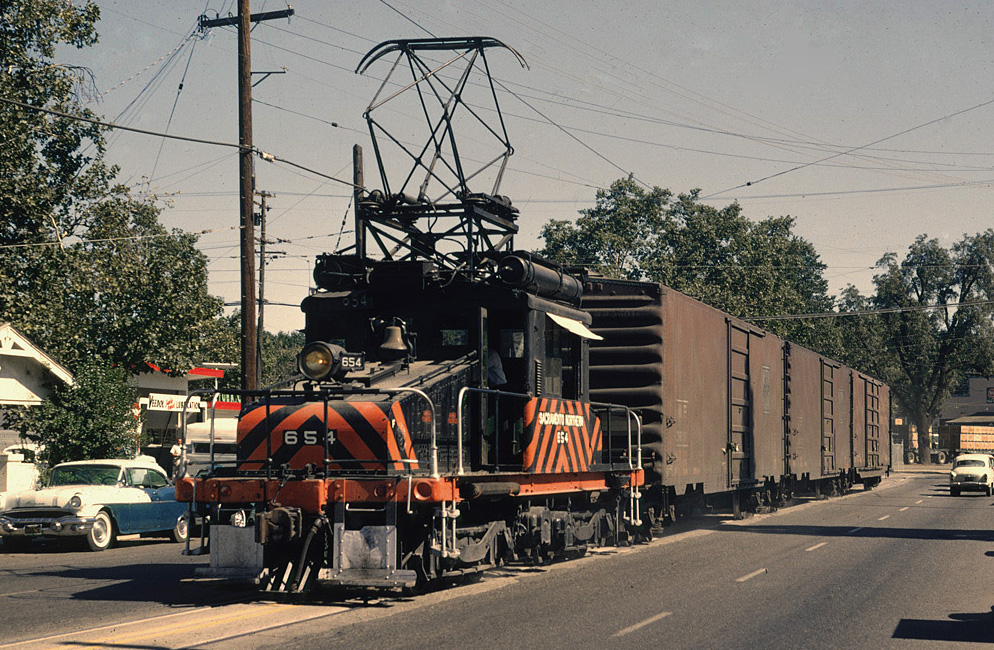
Locomotiva 654 della controllata Sacramento Northern al traino di carri merci su tratta urbana a Yuba City nel 1964

### Sotto controllo federale
Durante la prima guerra mondiale la Western fu posta sotto il controllo dell'US Railroad Administration creato per assumere il controllo di tutte le ferrovie statunitensi. A guerra finita, nel 1920, venne rimessa in mani private con un indennizzo per danni bellici di 9 milioni di dollari. Nel 1925 parte della somma venne impiegata per l'acquisto della Sacramento Northern Railroad (Sacramento-Chico), e nel 1928 per l'acquisto della San Francisco-Sacramento dalla cui unificazione poté realizzare una linea interurbana a trazione elettrica.

### Crollo e rinascita tra 1930-1950
Nel 1931 Western Pacific costruì una linea dal nord del Feather River Canyon verso la Great Northern Railway nel nord della California allo scopo di raggiungere Salt Lake City; al Keddie Wye, venne realizzata una confluenza a triangolo con una combinazione di due viadotti in ferro e un tunnel denominata Keddie Wye. 

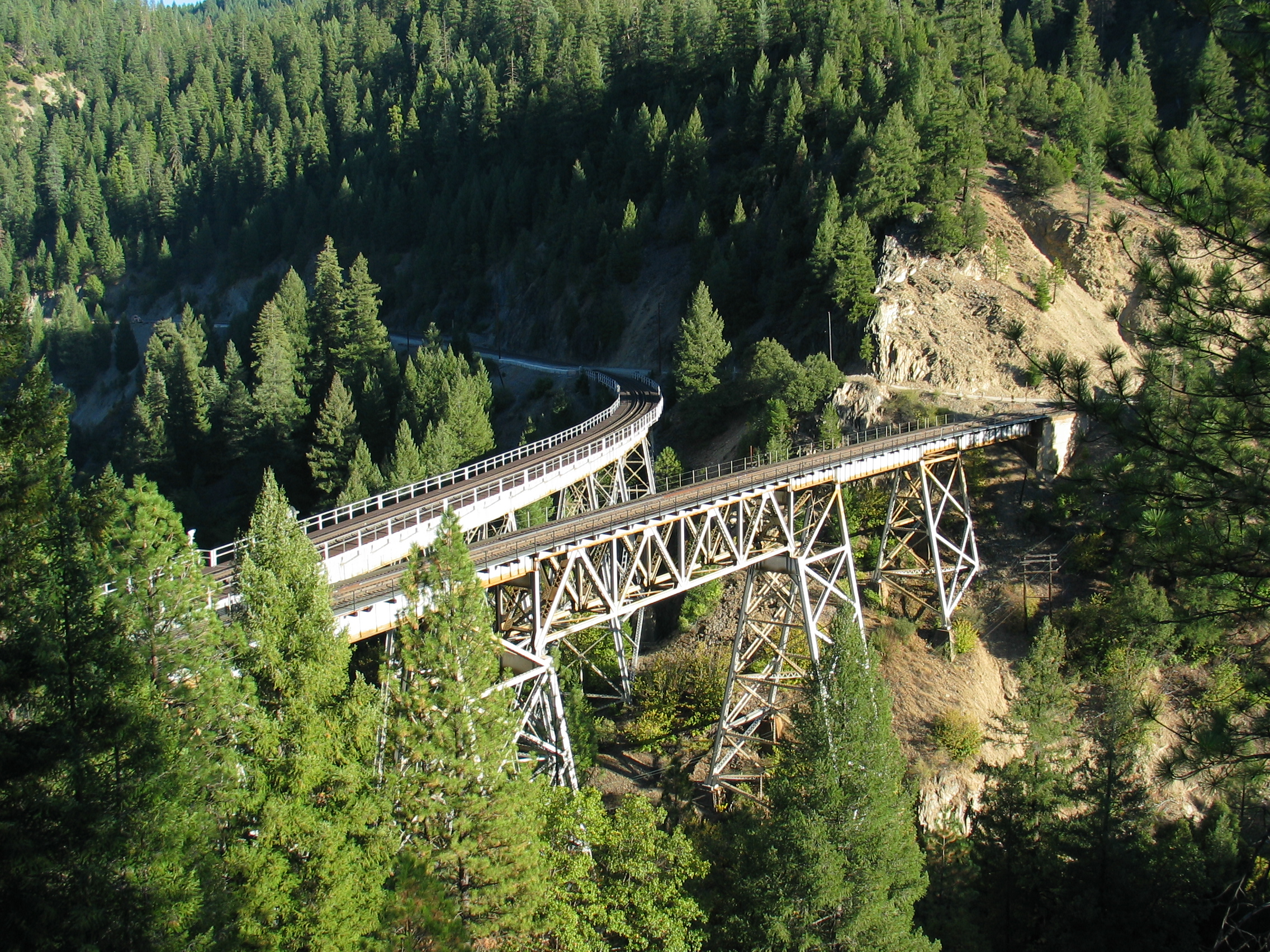
I due viadotti confluenti al Keddie Wye

Nel 1935 la ferrovia finì in bancarotta a causa della diminuzione delle merci trasportate e del traffico passeggeri in seguito alla Grande depressione e dovette essere riorganizzata. Nel 1935 oltre metà del tracciato aveva ancora i binari originali.
La seconda guerra mondiale portò un incremento del traffico sia merci che viaggiatori sulle linee della Western che alla fine degli anni quaranta divenne un'attrazione per molti amanti delle ferrovie; il 20 marzo 1949 fu istituito uno dei treni passeggeri più noti, il California Zephyr che veniva effettuato in collaborazione con la Denver and Rio Grande Western Railroad e la Chicago, Burlington and Quincy Railroad sul percorso tra San Francisco e Chicago. Tale servizio effettuò l'ultima corsa il 22 marzo 1970. La Western, nello stesso periodo, istituì il "Silver Lady" da Oakland a Salt Lake City, in Utah.
Western Pacific gestiva anche alcune ferrovie minori tra cui la Sacramento Northern Railway tra San Francisco e Chico, in California, la Tidewater Southern Railway, di cui aveva il controllo dal 1917, la Central California Traction, la Indian Valley Railroad e la Deep Creek Railroad. Alla fine degli anni settanta 1970 operava su 1900 km di linee (non tenendo conto delle sussidiarie, Sacramento Northern e Tidewater Southern).

### Declino e fine

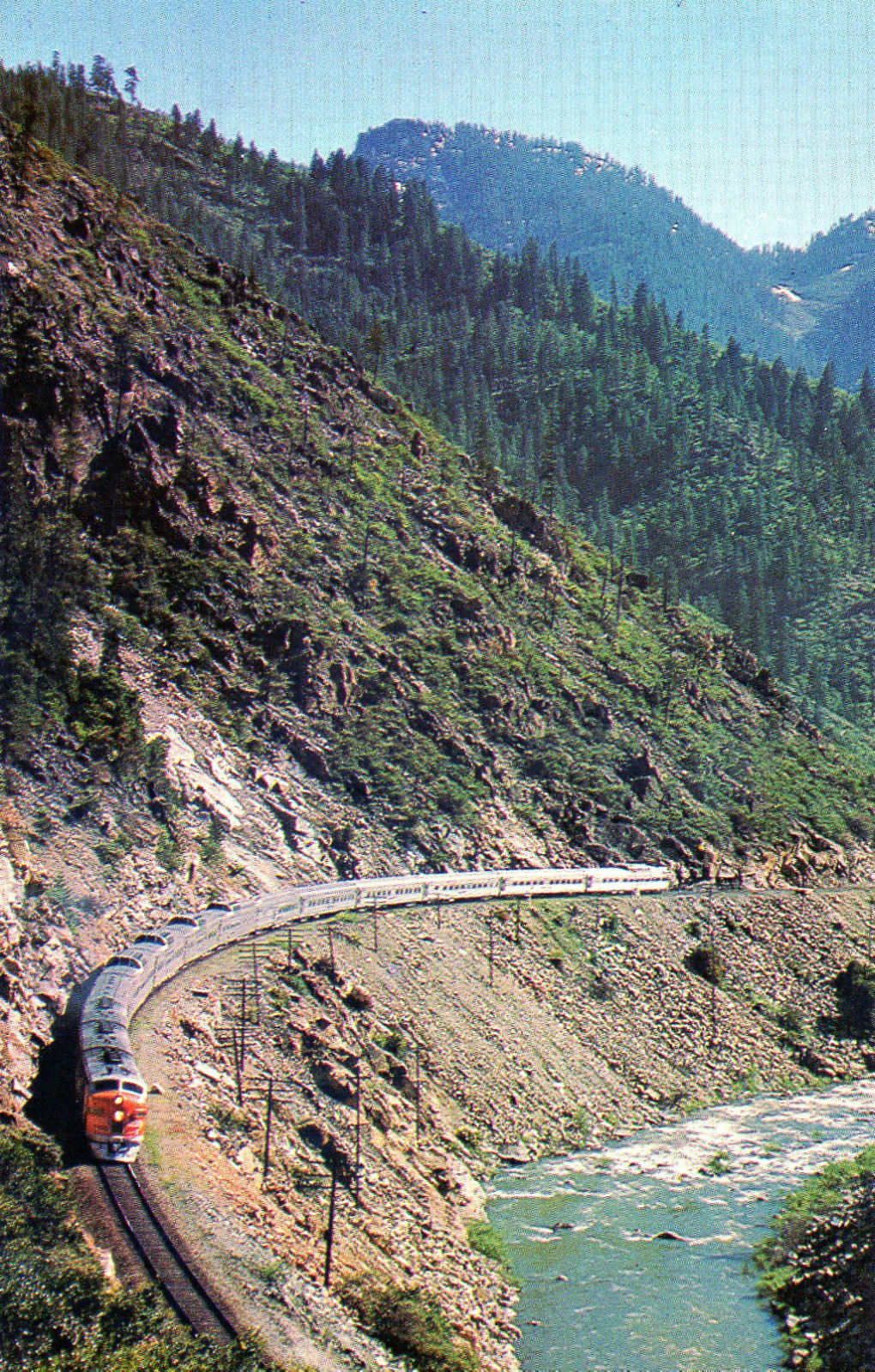
California Zephyr trainato da macchine Western Pacific attraversa il Feather River Canyon

Gli ultimi anni sessanta furono difficili per la compagnia sia a causa di interruzioni gravi della linea principale a causa di nubifragi e frane sulla tratta panoramica del Feather River Canyon che per il calo costante del traffico passeggeri distolto dalla ferrovia in seguito all'aumento del trasporto su strada e aereo. Nel 1970 cessava anche il treno passeggeri di punta, California Zephir.
Dal dicembre 1970 un nuovo management intraprese operazioni finanziarie volte a migliorare le redditività; fu costituita una holding WP Industries Inc. per gestire la WP Railroad ed altre collegate e operare la diversificazione delle attività. Nel 1973 venne scorporata Western Pacific Transport Company, poi rinominata (nel 1980) WPX Freight System per il trasporto merci. Il 13 febbraio 1978 venne creata una nuova Holding, la Newrail, cui vennero venduti gli assetti operativi della Western Pacific Railroad.
Il 21 gennaio 1980 Western Pacific e Union Pacific annunciarono il loro progetto di fusione e nel 1982 Western Pacific Railroad Company cessò di esistere come singola "corporate identitiy". Il 12 dicembre 1982 venne ufficializzata la scomparsa del marchio per fusione in Union Pacific Co.

### Operatività
La linea principale della Western Pacific collegava Salt Lake City con Sacramento, Stockton e Oakland. Da questa si diramavano 3 linee secondarie: due nello Stato della California (Keddie-Bieber e Niles-San Jose) e una nel Nevada (Reno Junction-Reno).
Dal momento che operava in concorrenza con la Southern Pacific Railroad la Western fu sempre attenta a tenersi al passo dei tempi cercando di far rendere al massimo ogni investimento. Fu la prima grande ferrovia in occidente a sostituire la trazione a vapore con quella Diesel. Fu attenta a sostituire o ad ammodernare il proprio materiale trainato, introdusse presto il trasporto di container e quello combinato.
Effettuava, dal 1954, trasporto di parti di autoveicoli da assemblare su treni speciali, a supporto dell'impianto Ford Motor Company di Milpitas, in California realizzato dietro accordi bilaterali tra le due imprese. Aveva parchi merci a Stockton, Milpitas, Oroville, Portola, Elko, Oakland, Keddie, Winnemucca, e Salt Lake City.

## Servizi passeggeri rilevanti
La WP operava alcuni tra i più prestigiosi treni passeggeri degli Stati Uniti:
- il più famoso treno passeggeri di Western Pacific era il California Zephyr; collegava Chicago con Oakland attraverso gli spettacolari scenari del Canyon del fiume Feather e delle Montagne Rocciose;
- l'Exposition Flyer era effettuato tra Chicago e Oakland in collaborazione con Chicago, Burlington and Quincy Railroad e Denver and Rio Grande Western Railroad, tra 1939 e 1949. Il nome fu scelto nel 1939 in occasione della "Golden Gate International Exposition" 1939-1940);
- il treno passeggeri Royal Gorge collegava Oakland e Denver via Pueblo;
- lo Scenic Limited veniva effettuato sullo stesso percorso;
- lo Zephyrette, tra Oakland e Salt Lake City, era effettuato da un'automotrice Budd.

## Preservazione storica
Un certo numero di rotabili, tra cui una locomotiva diesel-elettrica ridipinta nei colori originali WP, è stato preservato nel Western Pacific Railroad Museum sito in Portola, California, inaugurato il 1º gennaio 2006. Lo scopo del museo è la preservazione della memoria della Western Pacific Railroad ed è curato dalla Feather River Rail Society fondata nel 1983.

Una locomotiva EMD GP20 e un caboose sono custoditi al Railroad Park di Elko, in Nevada.

Una locomotiva EMD F7 è esposta al California State Railroad Museum di Sacramento, in California.

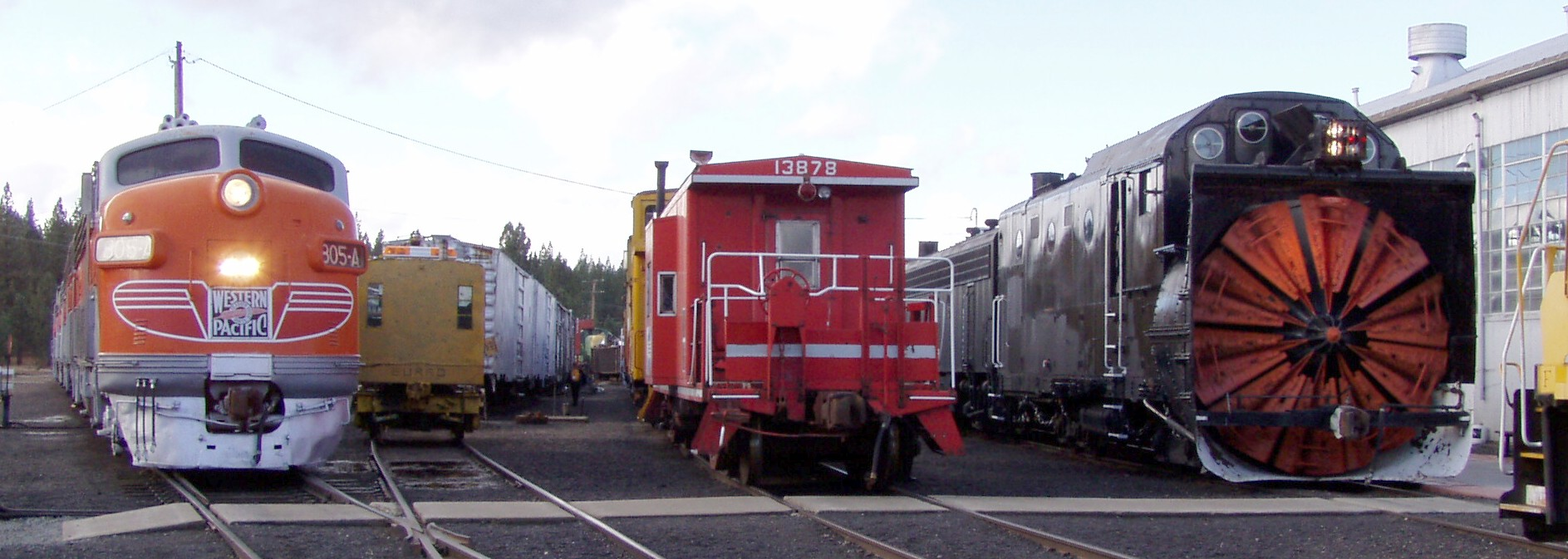
Western Pacific Railroad Museum nel 2006
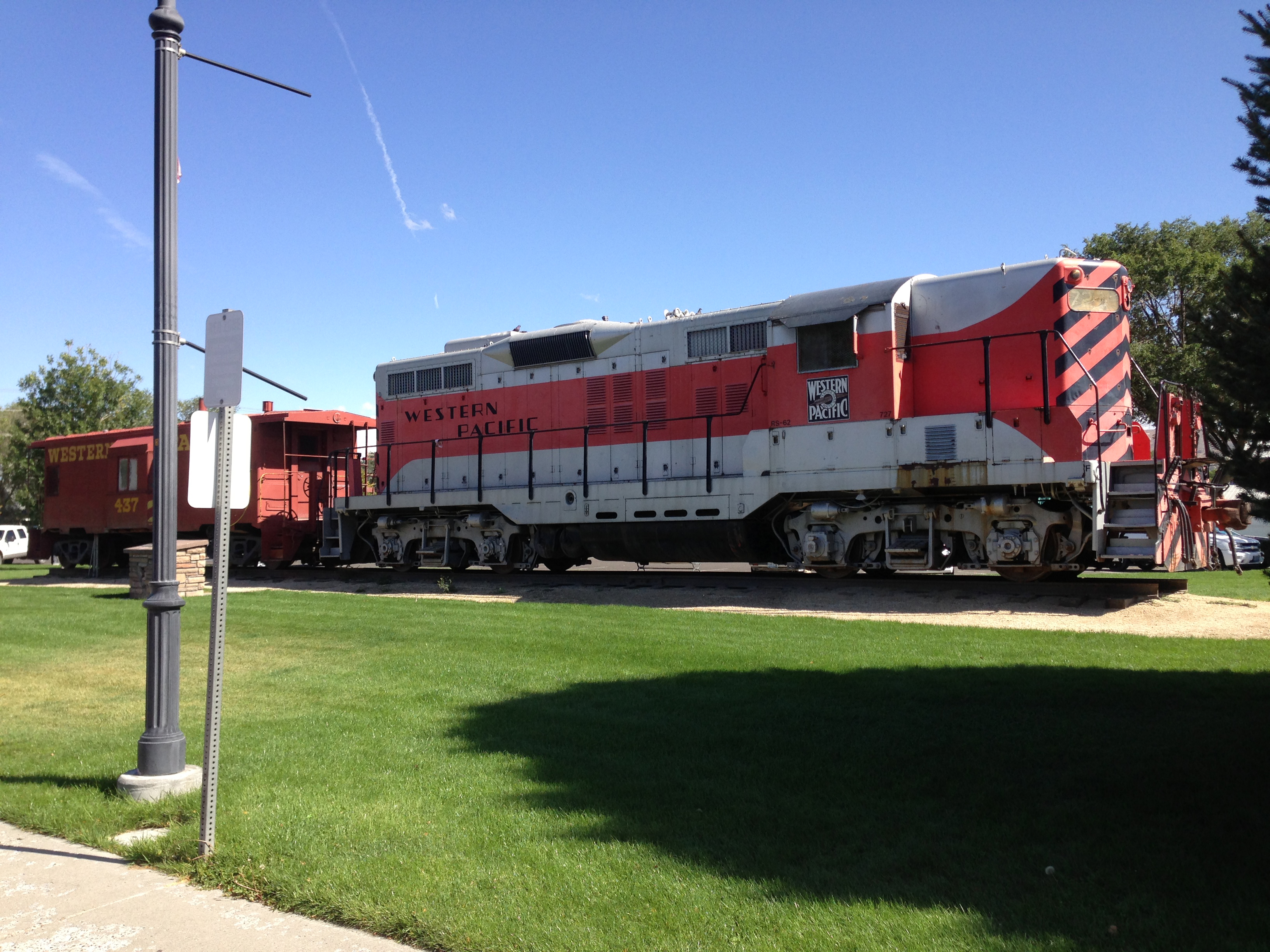
Locomotiva e caboose WP al Railroad Park di Elko
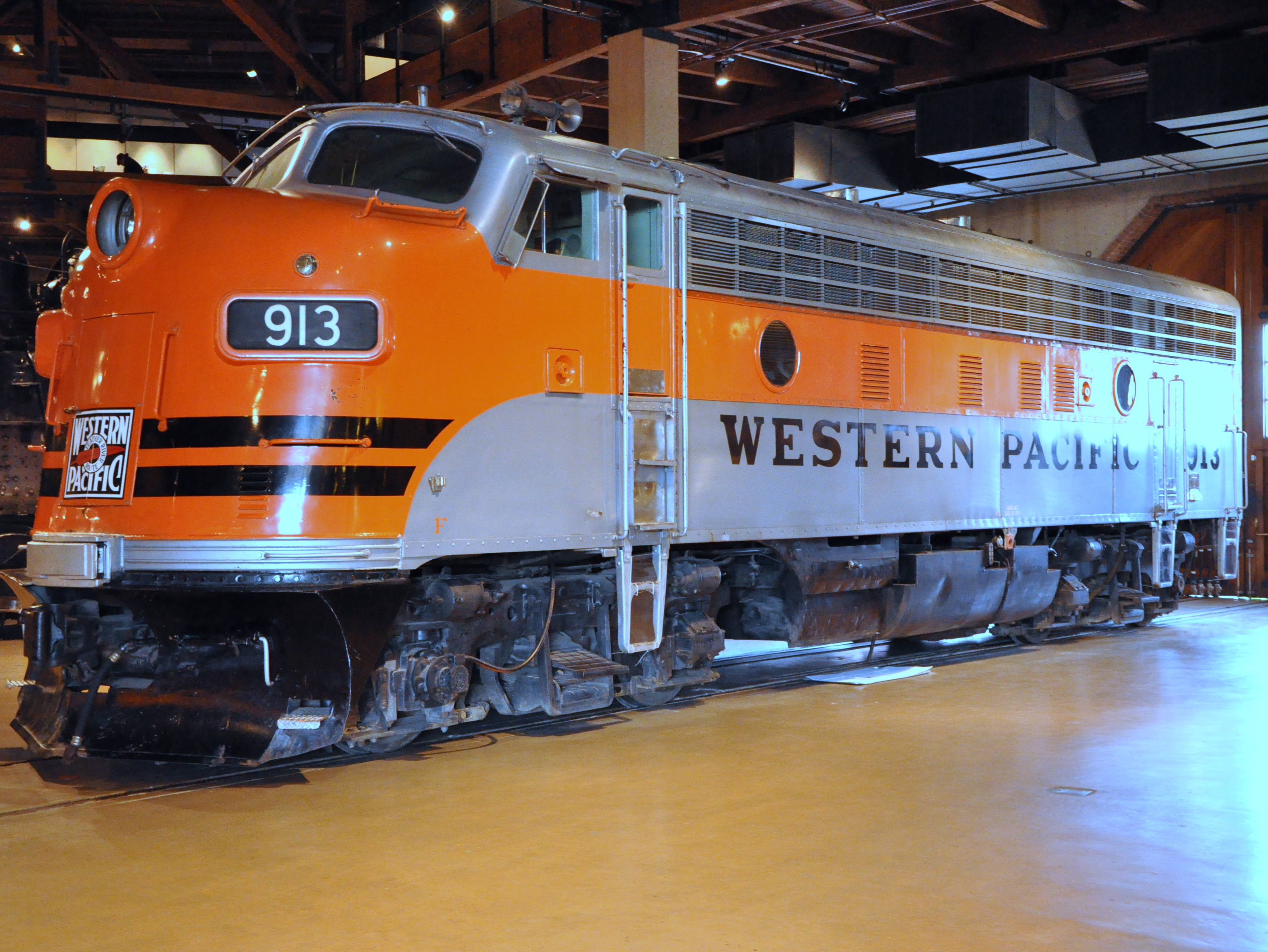
Una locomotiva Western Pacific EMD F7 esposta al California State Railroad Museum di Sacramento, California